# Supernatural Birth Machine
Supernatural Birth Machine è il quarto album in studio del gruppo heavy metal britannico Cathedral, pubblicato nel 1996.

## Tracce
1. Cybertron 71/Eternal Countdown (Intro) – 1:18
2. Urko's Conquest – 4:02
3. Stained Glass Horizon – 5:29
4. Cyclops Revolution – 7:07
5. Birth Machine 2000 – 9:00
6. Nightmare Castle – 6:31
7. Fireball Demon – 4:12
8. Phaser Quest – 3:42
9. Suicide Asteroid – 4:13
10. Dragon Rider 13 – 5:52
11. Magnetic Hole – 6:32

## Formazione
- Lee Dorrian – voce
- Garry Jennings – chitarra, tastiera
- Leo Smee – basso
- Brian Dixon – batteria